# Rolf Rock
Der Rolf Rock ist ein kleiner und isolierter Klippenfelsen vor der Nordküste Südgeorgiens. In der Hound Bay liegt er 2,5 km südsüdöstlich des Tijuca Point.
Der South Georgia Survey nahm zwischen 1951 und 1952 Vermessungen vor. Das UK Antarctic Place-Names Committee benannte ihn 1955 nach der Rolf, dem ersten Fabrikschiff für den Walfang in den Gewässern um Südgeorgien, das ab 1904 im Dienst der Compañía Argentina de Pesca in Grytviken vor Anker gelegen hatte.